# Moštanica (Chorwacja)
Moštanica – wieś w Chorwacji, w żupanii sisacko-moslawińskiej, w mieście Petrinja. W 2011 roku liczyła 93 mieszkańców.